# What Ever Happened to Baby Jane?
What Ever Happened to Baby Jane? (bra: O Que Terá Acontecido a Baby Jane?; prt: Que Teria Acontecido a Baby Jane?) é um filme gótico estadunidense de 1962, dos gêneros terror psicológico, suspense e drama, dirigido por Robert Aldrich, e estrelado por Bette Davis e Joan Crawford, além de contar com a estreia cinematográfica de Victor Buono. O roteiro de Lukas Heller foi baseado no romance homônimo de 1960, de Henry Farrell.
A história segue uma ex-estrela infantil já envelhecida que aterroriza a vida de sua irmã paraplégica, uma ex-estrela de cinema, em uma velha mansão de Hollywood.
O filme fez um sucesso estrondoso, e consequentemente, uma grande bilheteria. Foi indicado a cinco prêmios Oscar e ganhou um de melhor figurino em preto e branco, com Davis recebendo sua décima e última indicação de melhor atriz.
A intensamente amarga rivalidade entre as duas estrelas do filme, Davis e Crawford, foi fundamental para o sucesso inicial do filme. Em parte, isso levou à revitalização das carreiras das duas atrizes. Nos anos após o lançamento, os críticos continuaram a aclamar o filme por seu humor negro, estilo camp, e criação do subgênero psico-biddy. O romance e o enredo controverso do filme fizeram com que ele originalmente fosse classificado como uma produção com conteúdo considerado adequado apenas para adultos no Reino Unido. Por causa do apelo das estrelas do filme, Dave Itzkoff, do The New York Times, o identificou como um "clássico cult". Também se tornou um grande favorito do público LGBT.
Em 2021, "What Ever Happened to Baby Jane?" foi selecionado para preservação no National Film Registry, seleção filmográfica da Biblioteca do Congresso dos Estados Unidos, como sendo "culturalmente, historicamente ou esteticamente significativo".

## Sinopse
Jane Hudson (Bette Davis) é uma ex-artista que alcançou a fama quando criança e ficou conhecida como "Baby Jane". Agora envelhecida e distante dos palcos de vaudeville há muitos anos, vive em uma mansão antiga com sua irmã, Blanche Hudson (Joan Crawford) desde um acidente que selou a sorte de ambas – terminou a carreira promissora de Blanche, deixando-a em uma cadeira de rodas, e acelerou a decadência geral de Jane. Disposta a brilhar nos palcos novamente, Jane tenta retornar à vida artística, passando por cima de tudo e de todos para atingir seu objetivo. A trama surpreende e mostra que, como sempre, as aparências enganam: afinal, o que terá acontecido a Baby Jane?

## Elenco
- Bette Davis como Baby Jane Hudson
  - Julie Allred como Baby Jane aos 9 anos
- Joan Crawford como Blanche Hudson
  - Gina Gillespie como Blanche aos 13 anos
- Victor Buono como Edwin Flagg
- Wesley Addy como Marty McDonald
- Anne Barton como Cora Hudson (creditada como Ann Barton)
- Marjorie Bennett como Dehlia Flagg
- Bert Freed como Ben Golden
- Anna Lee como Sra. Bates
- Maidie Norman como Elvira Stitt
- Dave Willock como Ray Hudson
- William Aldrich como Auxiliar de Lanchonete na Praia
- Ernest Anderson como Ernie[13]
- Maxine Cooper como Caixa de Banco
- Robert Cornthwaite como Doutor Shelby
- Michael Fox como Homem em comercial de TV
- B. D. Merrill como Liza Bates
- Bobs Watson como Escriturário

## Produção

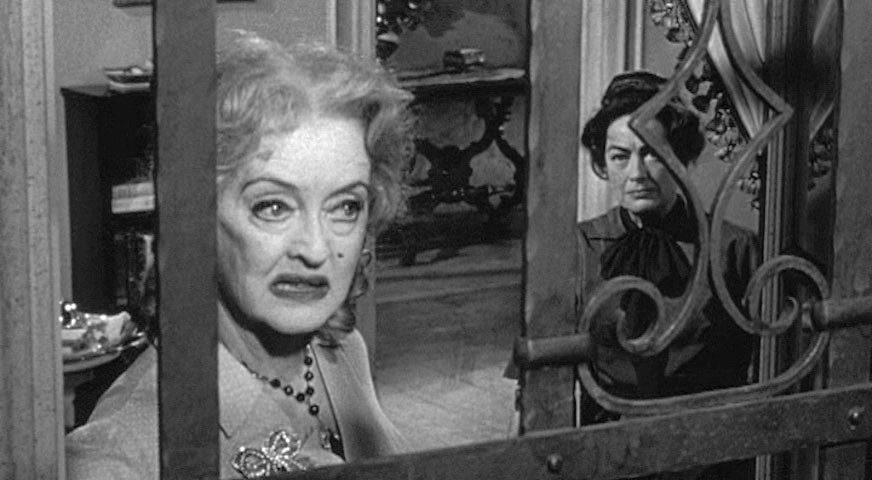
Bette Davis (esquerda) como Baby Jane Hudson e Joan Crawford como Blanche Hudson.

O exterior da mansão Hudson está localizado em 172 South McCadden Place, no bairro de Hancock Park, Los Angeles. Os outros exteriores mostram chalés na DeLongpre Avenue, perto da Harvard Avenue, em Hollywood. A cena na praia foi filmada perto da casa de praia de Aldrich em Malibu, o mesmo local onde o diretor filmou a cena final de "Kiss Me Deadly" (1955).
Cenas dos filmes "Parachute Jumper" e "Ex-Lady" (ambos de 1933) – com Bette Davis – e do filme "Sadie McKee" (1934) – com Joan Crawford – foram utilizadas para representar as atuações de Jane e Blanche, respectivamente.
A personagem Liza, filha de Sra. Bates, foi interpretada por B. D. Merrill, a filha real de Davis.
Em uma conversa telefônica de 1972, Crawford disse ao autor Shaun Considine que depois de ver o filme, pediu para Davis ir e dar uma olhada no resultado. Quando não obteve resposta de sua co-estrela, Crawford ligou e perguntou o que ela havia achado da produção. Davis respondeu: "Você estava tão certa, Joan. O filme é bom. E eu estava ótima". Crawford disse: "Foi isso. Ela nunca disse nada sobre minha atuação. Nem uma palavra".
Durante as filmagens de "Com a Maldade na Alma" (1964), Crawford contou ao repórter e autor Lawrence J. Quirk sobre a dificuldade que estava tendo em seu relacionamento com Davis depois do incidente do Oscar (no qual Crawford recebeu o prêmio de melhor atriz em nome de Anne Bancroft, na mesma categoria que Davis havia acabado de perder), e acrescentou: "Ela agiu como se Baby Jane fosse um show de uma mulher só depois que eles a indicaram. O que eu deveria fazer? Deixá-la monopolizar toda a glória, agir como se eu nem tivesse aparecido no filme? Ela conseguiu a indicação. Eu não a invejei por isso, mas teria sido bom se ela tivesse sido um pouco gentil nas entrevistas e me dado um pouco de crédito. Eu teria feito isso por ela".

## Recepção
As críticas contemporâneas foram mistas. Em uma crítica em grande parte negativa para o The New York Times, Bosley Crowther observou: "[Davis e Crawford] saem de alguns momentos divertidos e, eventualmente, arrepiantes de ódio grirante entre irmãs e monstruosidade geral ... As fracas tentativas que o Sr. Aldrich fez para sugerir a ironia de duas mulheres uma vez idolatradas e ricas vivendo em tal depravação, e o pathos de suas invejas profundas que as levaram a isso, desaparecem muito rapidamente sob a inundação de coisas grotescas. Não há nada comovente ou particularmente significativo sobre essas duas". Philip K. Scheuer, do Los Angeles Times, também criticou o filme, escrevendo que Crawford e Davis foram transformadas em "caricaturas grotescas de si mesmas", e que o filme "zomba não apenas de seus personagens, mas também das sensibilidades de seu público". O Chicago Tribune escreveu: "Isso não é um filme, é uma caricatura. A maquiagem de Bette Davis poderia muito bem ter sido feita por Charles Addams, os perigos de Joan Crawford fazem com que os de Pauline pareçam divertidos, e o enredo acumula uma reviravolta fantástica após a outra até que tudo se torne sem sentido. Brendan Gill, do The New Yorker, também foi um pouco negativo, dizendo que o filme está "longe de ser um Hitchcock – continua e continua, em uma luz muito mais fraca do que o necessário, e o clímax, quando chega tardiamente, é uma mistura confusa e lânguida de perseguidores e perseguidos que me lembram Last Year at Marienbad. Ainda assim, Bette Davis e Joan Crawford conseguem sua chance de continuar como loucas, o que pelo menos uma delas deveria ser".
Entre as críticas positivas, a Variety afirmou que, após uma introdução lenta e longa, o filme se tornou "um passeio de tobogã emocional", acrescentando: "Embora os resultados favoreçam fortemente Davis (e ela mereça o crédito), deve-se reconhecer que a trama, necessariamente, permite que ela corra sem restrições por todos os estágios da insanidade ... Crawford dá uma interpretação silenciosa e notavelmente fina da aleijada Blanche, com a natureza e o temperamento do papel mantidos". Richard L. Coe, do The Washington Post, também gostou do filme, escrevendo que "a Srta. Davis tem o papel mais vistoso e o morde com toda a sua força admirada, parecendo um susto da cabeça aos pés. Duvido que ela se arrependa de algumas das risadas que recebe. Se a Srta. Crawford possui o papel passivo, isso não deixa de ter recompensas. O sofrimento é um de seus dons particulares". O periódico The Monthly Film Bulletin escreveu que inúmeras técnicas de direção, incluindo todas as tomadas gravadas na escada, fizeram o filme parecer "uma antologia dos dispositivos mais antigos e banais do mundo do suspense. E, no entanto, em seu curioso estilo gótico, o filme funciona maravilhosamente, principalmente como um dia de campo para seus atores".
Em Sight & Sound, Peter John Dyer afirmou que o filme tinha "um ar frequente de incompetência", e acrescentou que Aldrich dirigindo era "como um aluno de Hitchcock que nunca foi além de Blackmail", e que "ele dispensa o suspense com uma convencionalidade desajeitada". Dyer elogiou o desempenho das protagonistas, observando que elas pareciam ter encontrado "uma nova maturidade, uma disciplina encorajada talvez pelos sets confinados e pela cadeira de rodas de Crawford, ou pela interação de sua rivalidade profissional em um respeito mútuo tardio".
Avaliações mais recentes têm sido mais uniformemente positivas. No Rotten Tomatoes, site agregador de críticas, o filme detém uma taxa de aprovação de 92% com base em 51 críticas, com uma classificação média de 7.91/10. O consenso crítico do site diz: "What Ever Happened to Baby Jane? combina atuações poderosas, uma atmosfera rica e um melodrama absorvente a serviço de um suspense tenso com subtexto instigante". No Metacritic, o filme possui uma classificação média ponderada de 75/100 com base em 15 críticas, indicando "críticas geralmente favoráveis".
Em sua revisão, a TV Guide concedeu ao filme quatro estrelas, chamando-o de "Guerra nas Estrelas, servido de forma incisiva", e acrescentou: "Como nos melhores filmes de Hitchcock, o suspense, em vez do caos real, conduz o filme".
O cineasta japonês Akira Kurosawa citou "What Ever Happened to Baby Jane?" como um de seus filmes favoritos.

### Bilheteria
O filme foi um sucesso de bilheteria, arrecadando US$ 9.5 milhões, dando a Bette Davis e Joan Crawford seu maior sucesso em mais de uma década.
Em 1962, no Reino Unido, o BBFC deu ao filme a classificação indicativa "X", conteúdo considerado adequado apenas para adultos, com alguns pequenos cortes. Esses cortes foram dispensados quando o filme foi transformado em videocassete, que recebeu a classificação "18" em 1988, o que significa que ninguém com menos de 18 anos poderia comprar uma cópia da produção. No entanto, em 2004, o filme foi reclassificado devido ao seu relançamento nos cinemas, recebendo a classificação "12A", o que significa que menores de 12 anos podem assisti-lo se acompanhados por um adulto. Permanece nesta categoria até hoje.

## Prêmios e homenagens
| Ano  | Cerimônia                                   | Categoria                           | Indicado              | Resultado |
| ---- | ------------------------------------------- | ----------------------------------- | --------------------- | --------- |
| 1963 | Festival de Cannes                          | Palma de Ouro                       | Robert Aldrich        | Indicado  |
| 1963 | Globo de Ouro                               | Melhor atriz – drama                | Bette Davis           | Indicado  |
| 1963 | Globo de Ouro                               | Melhor ator coadjuvante             | Victor Buono          | Indicado  |
| 1963 | Laurel Awards                               | Filme do ano                        | Filme do ano          | Venceu    |
| 1963 | Laurel Awards                               | Melhor atriz dramática              | Bette Davis           | Indicado  |
| 1963 | Online Film & Television Association Awards | Hall da Fama – Filmes               | Hall da Fama – Filmes | Venceu    |
| 1963 | Oscar                                       | Melhor atriz                        | Bette Davis           | Indicado  |
| 1963 | Oscar                                       | Melhor ator coadjuvante             | Victor Buono          | Indicado  |
| 1963 | Oscar                                       | Melhor fotografia em preto e branco | Ernest Haller         | Indicado  |
| 1963 | Oscar                                       | Melhor figurino em preto e branco   | Norma Koch            | Venceu    |
| 1963 | Oscar                                       | Melhor som                          | Joseph D. Kelly       | Indicado  |
| 1963 | Prêmio Sindicato dos Diretores da América   | Melhor diretor                      | Robert Aldrich        | Indicado  |
| 1964 | Prêmios BAFTA                               | Melhor atriz estrangeira            | Joan Crawford         | Indicado  |
| 1964 | Prêmios BAFTA                               | Melhor atriz estrangeira            | Bette Davis           | Indicado  |

O filme foi reconhecido pelo Instituto Americano de Cinema na seguinte lista:
- 2003: 100 Anos...100 Heróis e Vilões
  - Baby Jane Hudson – #44[39]

## Legado
O sucesso do filme gerou uma sucessão de filmes de terror/suspense com mulheres mais velhas psicóticas, mais tarde apelidado como o subgênero "psico-biddy", entre eles "Com a Maldade na Alma" (1964), também de Aldrich; "What Ever Happened to Aunt Alice?" (1969), "What's the Matter with Helen?" (1971), e "Whoever Slew Auntie Roo?" (1972). Uma sátira italiana da produção foi feita como "What Ever Happened to Baby Toto?" (1964)
O livro de Shaun Considine, "Bette and Joan: The Divine Feud" (1989), retrata a rivalidade das atrizes, incluindo a experiência de ambas ao gravar o filme.
A dupla de comediantes French and Saunders (Jennifer Saunders e Dawn French) criou um episódio para a BBC chamado "Whatever Happened to Baby Dawn?" em 22 de março de 1990. French e Saunders também fizeram uma peça de rádio sobre irmãs rivais chamada "Whatever Happened To Baby Jane Austen" em 2021.
Em 1991, o filme foi refeito como um telefilme chamado "What Ever Happened to...", estrelado pelas irmãs da vida real Vanessa e Lynn Redgrave.
Em 2005, uma parte do filme aparece em "A Casa de Cera", outro filme de terror da Warner Bros.
Em 2006, Christina Aguilera criou um novo alter ego chamado Baby Jane, em homenagem à personagem de Bette Davis no filme.
No episódio 4, da 2.ª temporada de "RuPaul's Drag Race: All Stars", as habilidades de atuação das drag queens são testadas em sequências satíricas dos filmes favoritos de RuPaul. Uma paródia do filme chamada '"Wha' Ha' Happened to Baby JJ?'" foi feita por Alaska e Alyssa Edwards.
A batalha nos bastidores entre Crawford e Davis durante a produção do filme foi a base para a minissérie "Feud" (2017), estrelada por Jessica Lange como Crawford e Susan Sarandon como Davis.